# Ризька кіностудія
Ри́зька кіносту́дія (латис. Rīgas Kinostudija) — кіностудія художніх, анімаційних і документальних фільмів Латвії, акціонерне товариство.
Заснована в 1940 році на базі приватних кінокомпаній, які існували раніше. У 1948 році, після об'єднання двох виробництв була створена студія художніх і хроніко-документальних фільмів, яка 1958 року отримала назву Ризька кіностудія.
З кінця вісімдесятих років кіновиробництво практично не ведеться. Студія заробляє гроші за рахунок зданих в оренду приміщень, прокат інвентаря, послуги фахівців. Кіноцентр, що знаходиться на території студії, виконує адміністративні функції.
У 2007 році на розгляді Кабінету міністрів знаходився відхилений пізніше законопроєкт, згідно з яким 125 фільмів Ризької кіностудії повинні були бути передані на приватизацію.
З 2008 року кіностудія почала самостійно поширювати свої фільми за межами Латвії.